# Oxyopomyrmex emeryi
Oxyopomyrmex emeryi is een mierensoort uit de onderfamilie van de Myrmicinae. De wetenschappelijke naam van de soort is voor het eerst geldig gepubliceerd in 1908 door Santschi.